# 马国富 (1965年)
马国富（1965年—），湖北天门人，汉族，中华人民共和国政治人物、第十一届全国人民代表大会湖北地区代表。
毕业于国防科技大学应用化学高分子专业。担任航天科技集团公司研究员。2008年起担任全国人大代表。